# Vesques de Basaz
Vesques de Basaz, italianizzato in Vescovo di Bazas (fl. XII-XIII secolo), è il nome generico con il quale viene definito un trovatore e religioso a cui viene attribuita una canso incompleta (Cor, poder, saber e sen) anteriore al 1237.
La critica quasi unanimemente ne attribuisce l'autorialità tout court a uno dei tre personaggi storici che hanno rivestito la carica di vescovo a Bazas:
1. Galhart de la Mota o Gaillart de la Mothe (morto nel 1235) - vescovo dal 1186 al 1213, anno in cui dà le dimissioni dal vescovato, ritirandosi all'abazia della Couronne (Charente)[3]
2. Arnaut des Pins - succeduto nella carica di vescovo[4] nel 1219[5] o 1220[6]
3. Raimon - successore del precedente (1230[7]-1261[8]) nella carica di vescovo di Bazas

Canso
          Cor, poder, saber e sen

          ai de chantar e d'amor

          e de servir gai seignor

          que prez e valor enten;

          q'esters es obra perduda,

          e « 'ill mort son greu per garir »,

          e si'm volguesson auzir,

          mel traissera de secuda.

          Bella dompn' ab cors plazen

          triat co'l grans de la flor

          am eu, del mont la genzor:

          que negun' ab leis no'S pren

          oilz de falcon trait de muda,

          bocha rien per ben dir,

          e'l cors plus dolz per sentir

          c'uns prims ranzans sus char nuda.

          Bona dompna etavinen

          am, e no ges per amor.

          mas en luoc de bon seignor

          servirai son bel cors gen,

          ar es tost causa sauhuda,

          e pren per luoc de iauzir

          qant li plai que'm faz'auzir.

          aitals, domna, vos saluda.

          [...]